# 馮婉眉
馮婉眉，BBS，JP（1960年—），香港女銀行家，曾任香港銀行公會主席。

## 生平
馮婉眉就讀協恩中學，預科時獲獎學金到加拿大修讀IB預科課程，其後進入香港大學，主修金融學。1983年至1996年歷任渣打銀行管理人員，並一直晉升至投資銀行銷售及交易董事。1996年，加入滙豐財資及資本市場部。2008年升任滙豐控股集團總經理。2011年，兼任滙豐香港區總裁。同時擔任滙豐銀行（中國）有限公司副董事長、滙豐環球投資管理（香港）有限公司主席兼董事、恒生銀行非執行董事，交通銀行董事等職。
馮婉眉於2013年獲香港特別行政區頒授銅紫荊星章，以表揚她對香港銀行業發展的寶貴貢獻。
2015年2月，馮婉眉離開滙豐集團。同年，獲委任為太平紳士。隨後，馮婉眉三度獲政府委任為香港交易所董事，直到2021年4月28日卸任。
2022年，馮婉眉與龔楊恩慈、胡家驃同時獲選香港賽馬會董事。